# Cyclocephala sinuosa
Cyclocephala sinuosa är en skalbaggsart som beskrevs av Höhne 1923. Cyclocephala sinuosa ingår i släktet Cyclocephala och familjen Dynastidae. Inga underarter finns listade i Catalogue of Life.